# 伏見町 (大阪市)
伏見町（ふしみまち）は、大阪府大阪市中央区の町名。現行行政地名は伏見町一丁目から伏見町四丁目。

## 地理
船場のうち北から4番目の町で、東・北・北西は高麗橋、南西・南は道修町とそれぞれ接する。東端は一丁目筋、西端は渡辺筋となっており、船場のうち町の東西端がそれぞれ東横堀川・西横堀川跡に至らない唯一の町である。
地内には芝川ビルディングや青山ビル、伏見ビルなどの国の登録有形文化財の建造物が点在する。

## 歴史
現在の3丁目・4丁目は、船場の開発過程で伏見城下から呉服商たちが移住してきた所で、当初は伏見呉服町と称したが、のちに伏見町と呉服町に分かれた。心斎橋筋以東の伏見町は舶来品を扱う唐物問屋の集住地となり、同以西の呉服町は移住以来変わらず呉服商の集住地となっていた。
現在の1丁目・2丁目は、船場の開発過程で天満鳴尾町（現：北区天神西町の一部）の魚商人たちが移住してきた所で、当初はそれぞれ靱町・天満町と称した。しかし、1618年（元和4年）に生魚商人たちが6筋南へ移住して上魚屋町（現・中央区安土町1丁目の一部）が形成され、さらに、1622年（元和8年）には塩魚・干魚商人たちも下船場の靱へ移住して新靱町・新天満町（どちらも現：西区靱本町1丁目の一部）が形成されたため、靱町・天満町はそれぞれ本靱町・本天満町に改称された。
1872年（明治5年）に本靱町・本天満町・伏見町・呉服町を統合して伏見町1 - 5丁目に改編され、1989年（平成元年）に現行の伏見町1 - 4丁目に改編された。

## 世帯数と人口
2019年（平成31年）3月31日現在の世帯数と人口は以下の通りである。
| 丁目         | 世帯数  | 人口  |
| ------------ | ------- | ----- |
| 伏見町一丁目 | 0世帯   | 0人   |
| 伏見町二丁目 | 14世帯  | 19人  |
| 伏見町三丁目 | 202世帯 | 378人 |
| 伏見町四丁目 | 0世帯   | 0人   |
| 計           | 216世帯 | 397人 |

### 人口の変遷
国勢調査による人口の推移。
| 1995年（平成7年）  | 32人  | [ 5 ] |  |
| 2000年（平成12年） | 18人  | [ 6 ] |  |
| 2005年（平成17年） | 14人  | [ 7 ] |  |
| 2010年（平成22年） | 294人 | [ 8 ] |  |
| 2015年（平成27年） | 399人 | [ 9 ] |  |

### 世帯数の変遷
国勢調査による世帯数の推移。
| 1995年（平成7年）  | 18世帯  | [ 5 ] |  |
| 2000年（平成12年） | 11世帯  | [ 6 ] |  |
| 2005年（平成17年） | 8世帯   | [ 7 ] |  |
| 2010年（平成22年） | 196世帯 | [ 8 ] |  |
| 2015年（平成27年） | 216世帯 | [ 9 ] |  |

## 事業所
2016年（平成28年）現在の経済センサス調査による事業所数と従業員数は以下の通りである。
| 丁目         | 事業所数  | 従業員数 |
| ------------ | --------- | -------- |
| 伏見町一丁目 | 3事業所   | 48人     |
| 伏見町二丁目 | 117事業所 | 1,135人  |
| 伏見町三丁目 | 66事業所  | 1,192人  |
| 伏見町四丁目 | 147事業所 | 5,240人  |
| 計           | 333事業所 | 7,615人  |

## 施設

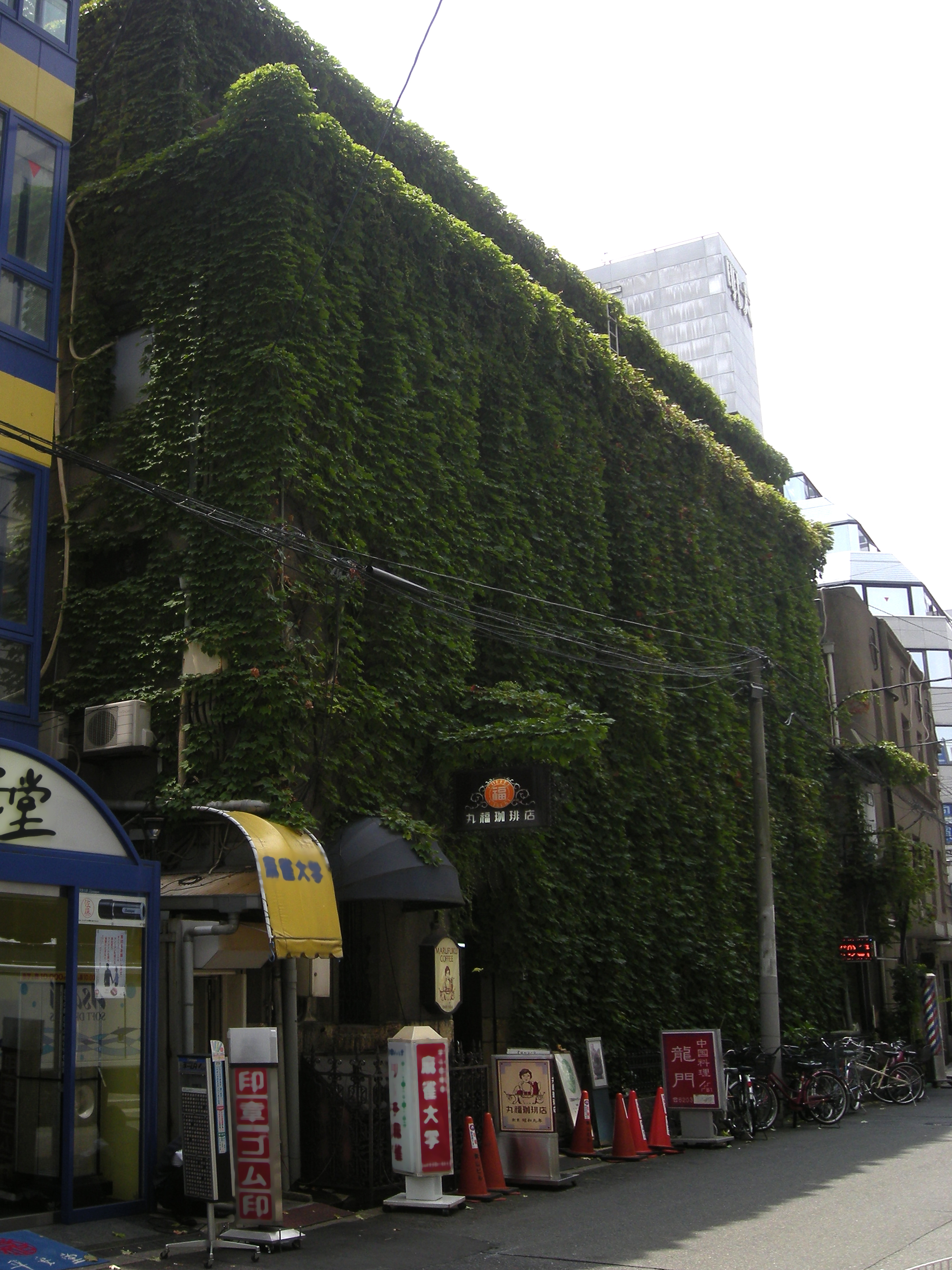
青山ビル

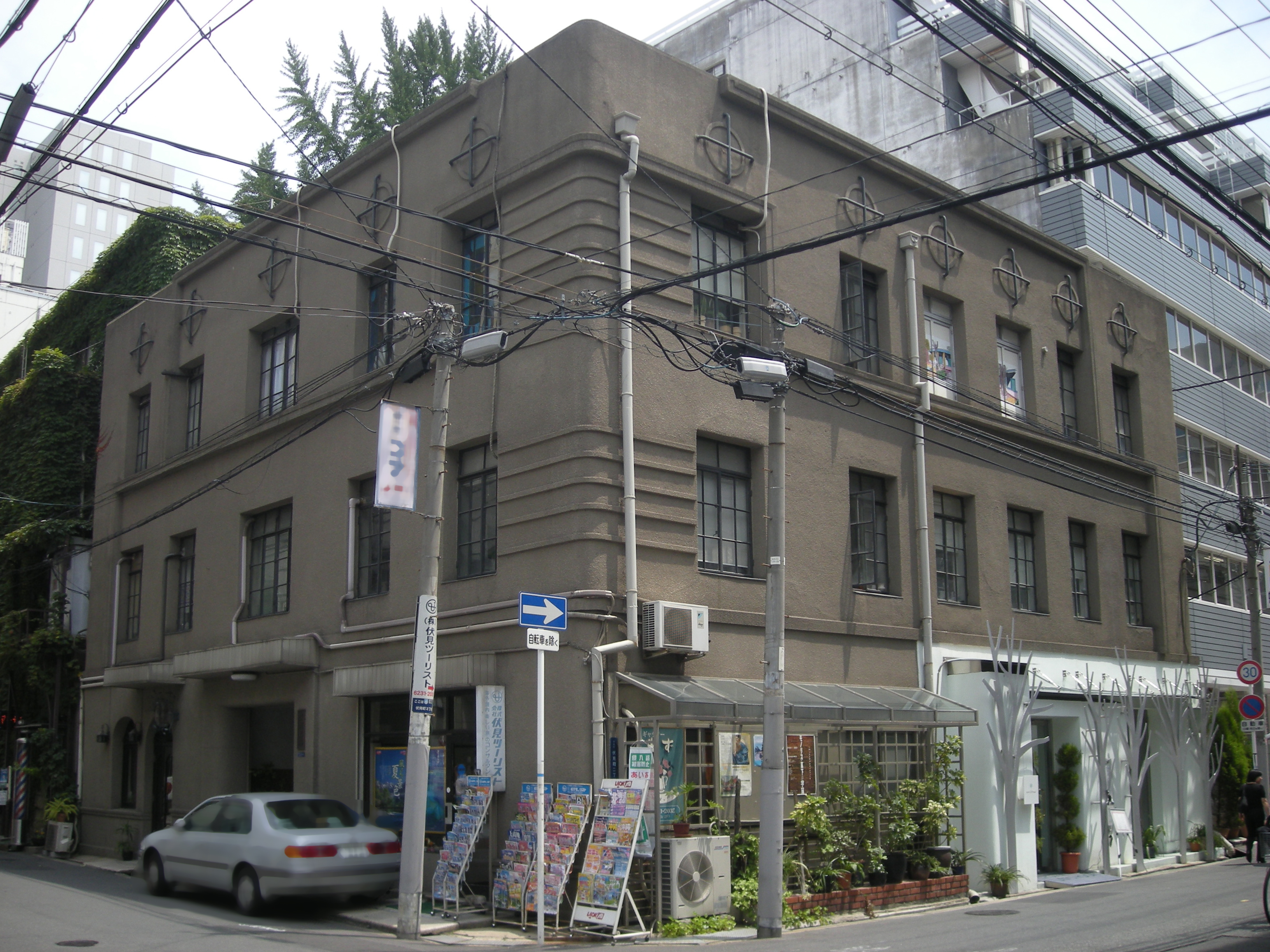
伏見ビル

### 史跡
- 芝川ビルディング - 国の登録有形文化財。
- 青山ビル - 国の登録有形文化財。
- 伏見ビル - 国の登録有形文化財。

### 企業
- エレコム
- 阪和興業
- 健栄製薬
- 目黒研究所
- 家族亭
- エーアイテイー
- KISCO

### かつて存在した施設
- 近藤産業
- 関西テレメッセージ
- UFJホールディングス

## 交通

### 鉄道
- 最寄り駅はOsaka Metroの淀屋橋駅および北浜駅。

### 道路
国道
- 国道25号（御堂筋）

主要地方道
- 大阪府道102号恵美須南森町線（堺筋）

## 出身者
- 松尾昭典 - 映画監督

## その他

### 日本郵便
- 〒541-0044[3]（集配局：大阪東郵便局[11]）